# پیتر آبراهامز
پیتر هِنری آبراهامز دراس (انگلیسی: Peter Henry Abrahams Deras); (۳ مارس ۱۹۱۹ – ۱۸ ژانویهٔ ۲۰۱۷)، که معمولاً به عنوان پیتر آبراهامز شناخته می‌شود، یک رمان‌نویس، روزنامه‌نگار و مفسر سیاسی اهل آفریقای جنوبی بود که در سال ۱۹۵۶ در جامائیکا ساکن شد و برای زندگی آنجا را برگزید تا در سن ۹۷ سالگی به قتل رسید.